# Улле Нордін
У́лле Но́рдін (швед. Olle Nordin, нар. 23 листопада 1949, Деларид) — шведський футболіст, що грав на позиції півзахисника. По завершенні ігрової кар'єри — футбольний тренер, відомий зокрема роботою з збірною Швеції.

## Клубна кар'єра
У дорослому футболі дебютував 1970 року виступами за команду клубу «ІФК Норрчепінг», в якій провів чотири сезони, взявши участь у 98 матчах чемпіонату.
Протягом 1975—1976 років захищав кольори команди клубу «ІФК Сундсвалль».
1977 року перейшов до клубу «ІФК Гетеборг», за який відіграв 2 сезони. Завершив професійну кар'єру футболіста виступами за команду «ІФК Гетеборг» у 1979 році.

## Виступи за збірну
1970 року дебютував в офіційних матчах у складі національної збірної Швеції. Протягом кар'єри у національній команді, яка тривала 10 років, провів у формі головної команди країни лише 19 матчів, забивши 2 голи.
У складі збірної був учасником чемпіонату світу 1978 року в Аргентині.

## Кар'єра тренера
Розпочав тренерську кар'єру невдовзі по завершенні кар'єри гравця, 1982 року, очоливши тренерський штаб клубу «Вестра Фрелунда».
1985 року деякий час працював головним тренером норвезької «Волеренги», втім вже за рік, у 1986, прийняв пропозицію повернутися на батьківщину та очолити тренерський штаб національної збірної Швеції. Під орудою Нордіна шведська збірна уперше з 1978 року виборола право участі у фінальній частині чемпіонату світу та стала учасником фінального турніру чемпіонату світу 1990 року, що проходив в Італії. На італійських полях скандинави виступили вкрай невдало, програвши усі три гри групового етапу і передчасно припинивши турнірну боротьбу, після чого Нордін залишив збірну.
Того ж 1990 року тренер повернувся до клубної роботи, знову очоливши команду «Волеренги», протягом наступних п'яти років лишався в Норвегії, встигнувши також попрацювати з командами клубів «Дребак-Фрогн ІЛ» та «Люн».
Після дворічної роботи в ОАЕ з командою «Аль-Васл» повернувся 1997 року на батьківщину, де працював з клубами «ІФК Норрчепінг» та АІК.
Наразі останнім місцем тренерської роботи був шведський «Єнчопінг Седра», команду якого Улле Нордін очолював як головний тренер до 2009 року.